# 에어 카고 저머니
에어 카고 저머니(영어: Air Cargo Germany)는 독일의 화물 항공사로 총 10개 노선을 취항하고 있다. 본사는 독일 프랑크푸르트에 위치해 있으며 2009년에 설립했다. 또한 사용하고 있는 허브 공항으로 프랑크푸르트 한 공항이 있다. 2012년 4월에 러시아의 화물 항공사인 볼가 드네포르 항공이 49%의 지분을 인수해 자회사가 되었다. 하지만 재정 문제로 2013년에 파산했다.

## 운항 노선
- 2011년 11월 기준으로 에어 카고 저머니는 다음과 같은 노선을 운항하고 있다.

| 도시                                                                         | 공항 IATA | 공항 ICAO | 공항 이름       |
| ---------------------------------------------------------------------------- | --------- | --------- | --------------- |
| 예레반                                                                       | EVN       | UDYZ      | 즈바르트노즈    |
| 상하이 \|\| align=center\|PVG \|\|align=center\|ZSPD \|\| 푸둥               |           |           |                 |
| 하노버                                                                       | HAJ       | EDDV      | 하노버          |
| 프랑크푸르트                                                                 | HHN       | EDFH      | 프랑크푸르트 한 |
| 하르툼                                                                       | KRT       | HSSS      | 하르툼          |
| 홍콩 \|\| align=center\|HKG \|\|align=center\|VHHH \|\| 홍콩                 |           |           |                 |
| 두바이 \|\| align=center\|DXB \|\| align=center\|OMDB \|\| 두바이            |           |           |                 |
| 알마티 \|\| align=center\|ALA\|\|align=center\|UAAA \|\| 알마티              |           |           |                 |
| 요하네스버그 \|\| align=center\|JNB\|\| align=center\|FAJS \|\| OR 탐보      |           |           |                 |
| 뭄바이 \|\| align=center\|BOM \|\| align=center\|VABB \|\| 차트라파티 시바지 |           |           |                 |
| 나이로비                                                                     | NBO       | HKJK      | 조모 켄야타     |

## 보유 기종
- 2011년 11월 기준으로 에어 카고 저머니는 다음과 같은 기종을 보유하고 있으며 평균 기령은 19.5년이다.[2]

## 사진

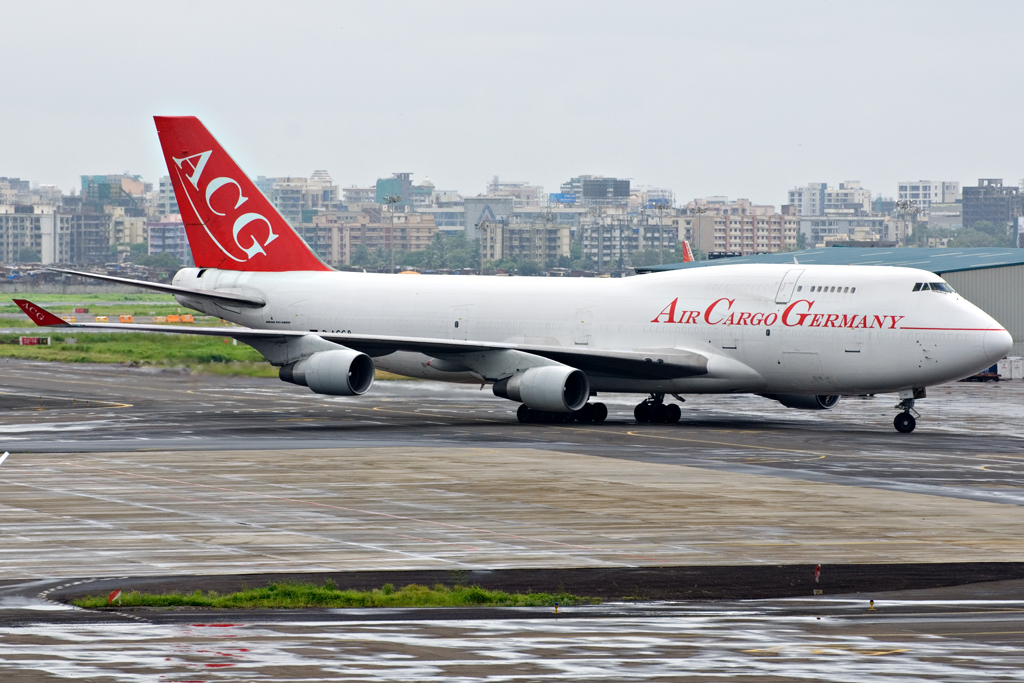
에어 카고 저머니의 보잉 747-400BDSF
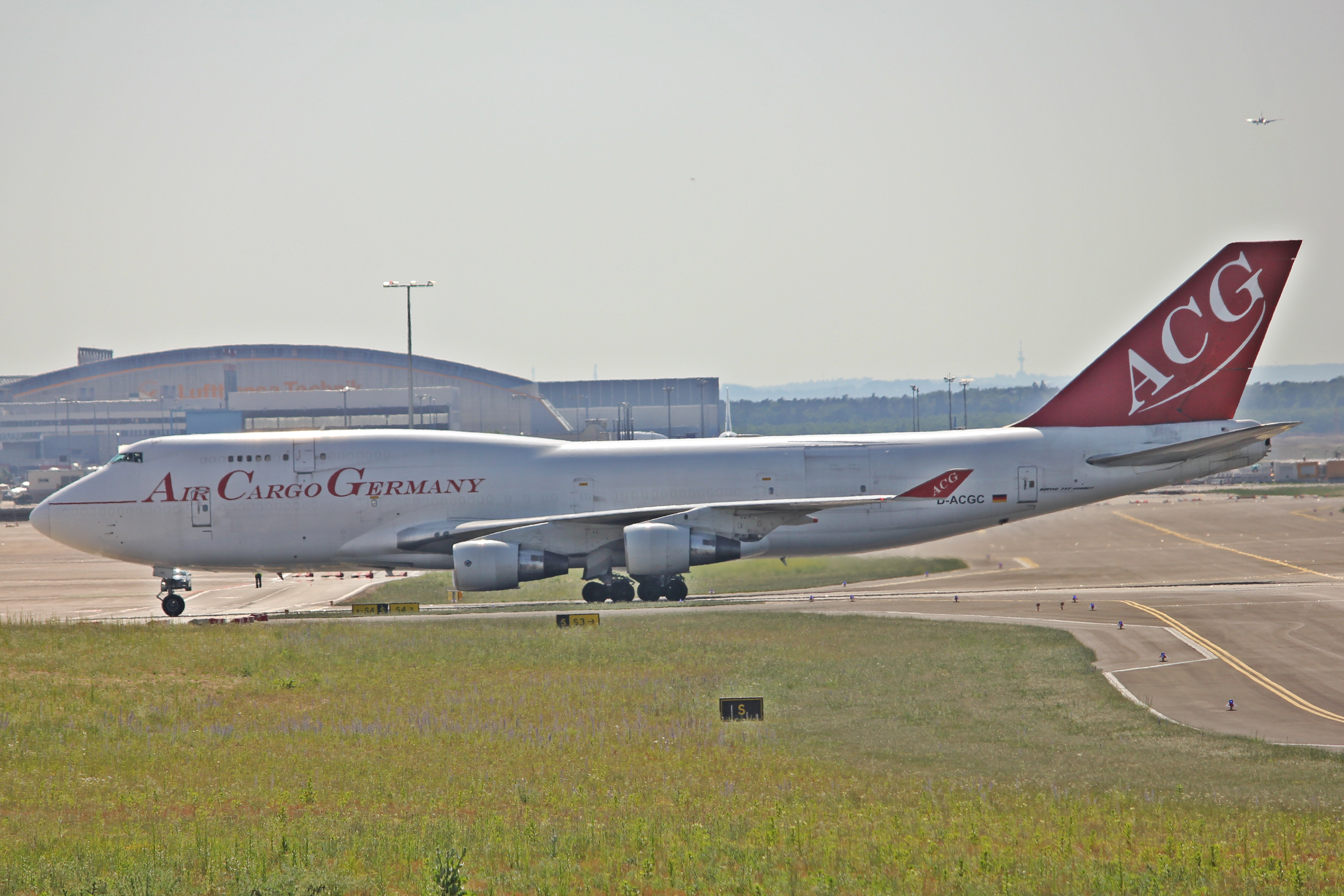
에어 카고 저머니의 보잉 747-400BCF
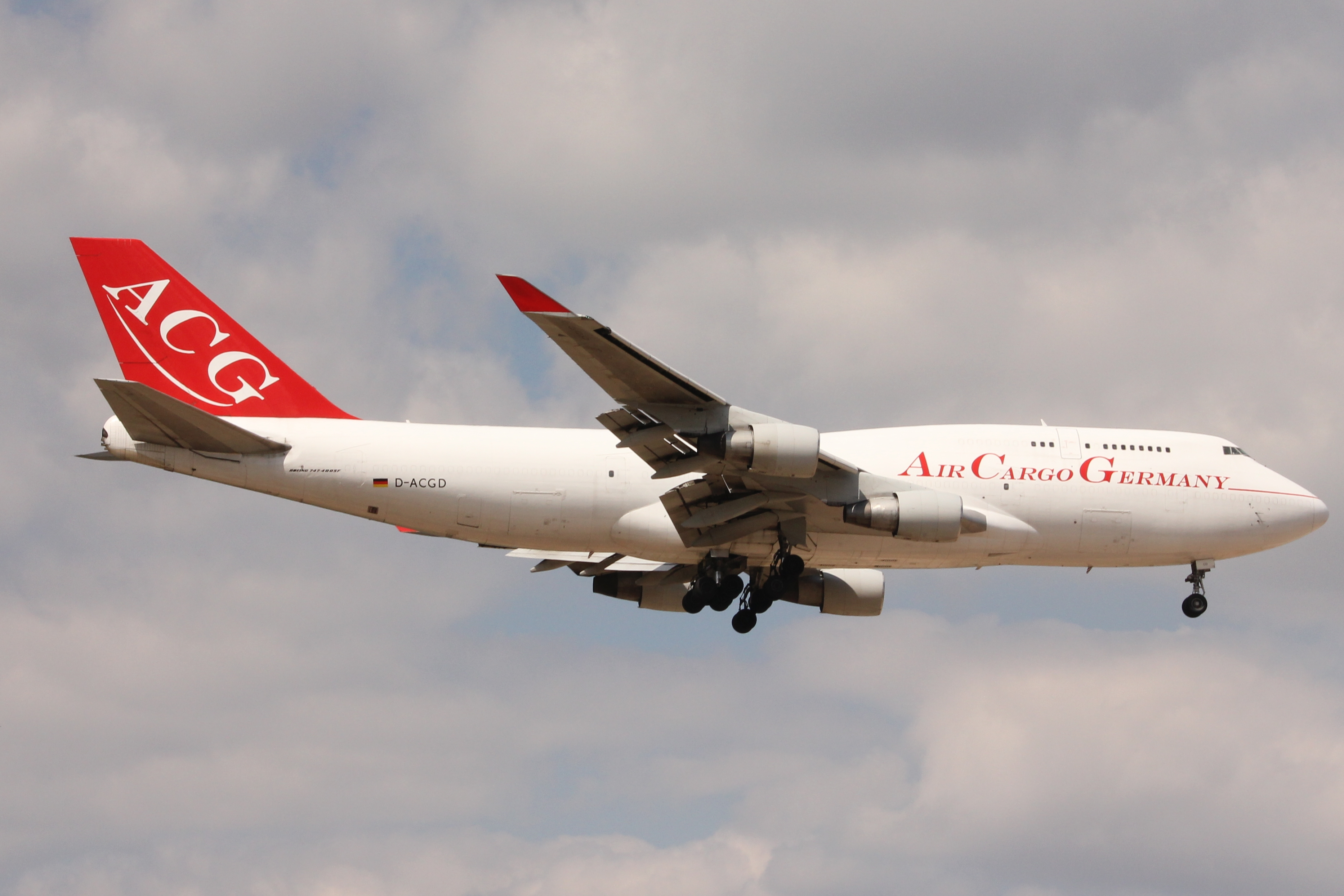
에어 카고 저머니의 보잉 747-400BCF